# Coppa Italia
Coppa Italia er Italiens pokalturnering i fodbold og dermed deres svar på den engelske F.A. Cup og den danske pokalturnering.
Turneringen indledes i gruppespil, hvor hold fra Serie C1 og Serie B får lov til at spille om kvalifikation, hvoraf 1 ud af 4 hold går videre. Der er 8 puljer, hvor der altså går 8 hold videre. I gruppespillet møder de lavere rangerede hold så Serie A holdene, og alle runder spilles over 2 kampe, så begge hold har en hjemmebanefordel.
Hvis et hold vinder Coppa Italia, og ikke allerede er kvalificeret til UEFA Cuppen, giver den automatisk kvalifikation.
De forsvarende Coppa Italia-vindere fra 2025 er Bologna (3)

## Coppa Italia-vindere
| - 1922 – Vado (1) - 1935–36 – Torino (1) - 1936–37 – Genoa (1) - 1937–38 – Juventus (1) - 1938–39 – Internazionale (1) - 1939–40 – Fiorentina (1) - 1940–41 – Venezia (1) - 1941–42 – Juventus (2) - 1942–43 – Torino (2) - 1957–58 – Lazio (1) - 1958–59 – Juventus (3) - 1959–60 – Juventus (4) - 1960–61 – Fiorentina (2) - 1961–62 – Napoli (1) - 1962–63 – Atalanta (1) - 1963–64 – Roma (1) - 1964–65 – Juventus (5) - 1965–66 – Fiorentina (3) - 1966–67 – Milan (1) - 1967–68 – Torino (3) - 1968–69 – Roma (2) - 1969–70 – Bologna (1) - 1970–71 – Torino (4) - 1971–72 – Milan (2) - 1972–73 – Milan (3) - 1973–74 – Bologna (2) - 1974–75 – Fiorentina (4) - 1975–76 – Napoli (2) - 1976–77 – Milan (4) - 1977–78 – Internazionale (2) - 1978–79 – Juventus (6) - 1979–80 – Roma (3) - 1980–81 – Roma (4) - 1981–82 – Internazionale (3) - 1982–83 – Juventus (7) - 1983–84 – Roma (5) - 1984–85 – Sampdoria (1) - 1985–86 – Roma (6) | - 1986–87 – Napoli (3) - 1987–88 – Sampdoria (2) - 1988–89 – Sampdoria (3) - 1989–90 – Juventus (8) - 1990–91 – Roma (7) - 1991–92 – Parma (1) - 1992–93 – Torino (5) - 1993–94 – Sampdoria (4) - 1994–95 – Juventus (9) - 1995–96 – Fiorentina (5) - 1996–97 – Vicenza (1) - 1997–98 – Lazio (2) - 1998–99 – Parma (2) - 1999–00 – Lazio (3) - 2000–01 – Fiorentina (6) - 2001–02 – Parma (3) - 2002–03 – Milan (5) - 2003–04 – Lazio (4) - 2004–05 – Internazionale (4) - 2005–06 – Internazionale (5) - 2006–07 – Roma (8) - 2007–08 – Roma (9) - 2008–09 – Lazio (5) - 2009–10 – Internazionale (6) - 2010–11 – Internazionale (7) - 2011–12 – Napoli (4) - 2012–13 – Lazio (6) - 2013–14 – Napoli (5) - 2014–15 – Juventus (10) - 2015–16 – Juventus (11) - 2016–17 – Juventus (12) - 2017–18 – Juventus (13) - 2018–19 – Lazio (7) - 2019–20 – Napoli (6) - 2020–21 – Juventus (14) - 2021–22 – Internazionale (8) - 2022–23 – Internazionale (9) - 2023–24 – Juventus (15) - 2024–25 – Bologna (3) |

## Klub-præstationer

### Trofæer
| Klub           | Vindere | Vindende år                                                                              |
| -------------- | ------- | ---------------------------------------------------------------------------------------- |
| Juventus       | 15      | 1938, 1942, 1959, 1960, 1965, 1979, 1983, 1990, 1995, 2015, 2016, 2017, 2018, 2021, 2024 |
| Roma           | 9       | 1939, 1978, 1982, 2005, 2006, 2010, 2011, 2022, 2023                                     |
| Internazionale | 9       | 1964, 1969, 1980, 1981, 1984, 1986, 1991, 2007, 2008                                     |
| Lazio          | 7       | 1958, 1998, 2000, 2004, 2009, 2013, 2019                                                 |
| Fiorentina     | 6       | 1940, 1961, 1966, 1975, 1996, 2001                                                       |
| Napoli         | 6       | 1962, 1976, 1987, 2012, 2014, 2020                                                       |
| Milan          | 5       | 1967, 1972, 1973, 1977, 2003                                                             |
| Torino         | 5       | 1936, 1943, 1968, 1971, 1993                                                             |
| Sampdoria      | 4       | 1985, 1988, 1989, 1994                                                                   |
| Parma          | 3       | 1992, 1999, 2002                                                                         |
| Bologna        | 3       | 1970, 1974, 2025                                                                         |
| Vicenza        | 1       | 1997                                                                                     |
| Atalanta       | 1       | 1963                                                                                     |
| Venezia        | 1       | 1941                                                                                     |
| Genoa          | 1       | 1937                                                                                     |
| Vado           | 1       | 1922                                                                                     |
| TOTAL          | 77      |                                                                                          |